# Floodwood (Minnesota)
Floodwood est une ville américaine située dans le Comté de Saint Louis, dans le Minnesota. Selon le recensement de 2010, sa population est de 528 habitants.